# Michel Bourez
Michel Bourez est un surfeur professionnel français né le 30 décembre 1985 à Rurutu, en Polynésie française. Il participe à la plupart des compétitions sous la nationalité polynésienne. Il est par ailleurs pré-sélectionné avec l'équipe de France pour les Jeux olympiques de 2020 et dans cette optique se présente aux compétitions sous le drapeau français pour au moins deux saisons à partir de 2019.

## Biographie
Michel Bourez a commencé le surf en Polynésie française à l'âge de 13 ans. Il devient champion d'Europe en 2006.
Il réalise son plus grand exploit le 27 septembre 2007 à Hossegor au Quiksilver Pro France en sortant au 1er tour l'Hawaiien Andy Irons, triple vainqueur de l'épreuve et surtout au 3e tour Kelly Slater. Il sera battu au tour suivant par le brésilien Raoni Monteiro.
Il récidive le 20 septembre 2008 à Hossegor au Quiksilver Pro France en tant que Wild card : il sort au 2e tour l'Australien Joel Parkinson puis Bede Durbidge au 3e tour respectivement 4e et 3e au classement WCT 2008. Il sera battu en quart de finale par Damien Hobgood et termine ainsi 5e.
Vainqueur de la plus prestigieuse épreuve hawaïenne d’Haleiwa dimanche 23 novembre 2008, Michel a gagné son ticket pour l’ASP World Tour, le championnat du monde de surf.
Michel rejoint ainsi les trois autres français: Jérémy Florès, Mikaël Picon et Tim Boal, dans le championnat du monde de surf, l’ASP World Tour (anciennement appelé circuit WCT).
Il obtient en 2014 son meilleur résultat sur le CT avec une cinquième place au classement général, deux victoires à Margaret River et Rio de Janeiro et une troisième place lors du Fiji Pro. Sa saison 2015 est marquée par une blessure lors d'une chute en free surf à Teahupoo le 4 mai. Avec la main gauche et une vertèbre fracturées, il est contraint de déclarer forfait pour les compétitions à Rio et aux Fidji. Il effectue son retour à la compétition lors du J-Bay Open en Afrique du Sud au mois de juillet.
Il devient Pipe Master en 2016 en remportant le Billabong Pipe Masters face à l'Américain Kanoa Igarashi et après avoir éliminé l'ultra favori John John Florence, déjà sacré champion du monde. Il rejoint ainsi Mark Richards, Gary Elkerton et Andy Irons dans le club très fermé des surfeurs ayant remporté chacune des étapes de la Triple Crown of Surfing.
En juillet 2024, il présente les épreuves de surf des Jeux olympiques de Paris 2024 sur France Télévisions avec la journaliste Heidi Yieng Kow.

## Palmarès et résultats

### Saison par saison
- 2005 :
  - 1er du Ocean & Earth Pro à Las Palmas (Îles Canaries)
- 2008 :
  - 1er du Reef Hawaiian Pro à Haleiwa sur le North Shore d'Oahu (Hawaï)
  - 3e du Rio de Janeiro International à Rio de Janeiro (Brésil)[7]
  - 3e du Rip Curl Pro Zarautz à Zarautz (Espagne)[8]
  - 2e du Movistar Pantín Classic à Pantín (Espagne)[9]
- 2010 :
  - 3e du Rip Curl Search à Middles (Porto Rico)[10]
- 2011 :
  - 2e de la Vans World Cup à Sunset Beach sur le North Shore d'Oahu (Hawaï)[11]
  - 3e du Billabong Pipe Masters à Banzai Pipeline sur le North Shore d'Oahu (Hawaï)[12]
- 2012 :
  - 3e du O'Neill Coldwater Classic Santa Cruz à Santa Cruz (États-Unis)[13]
- 2013 :
  - 3e du Quiksilver Pro Gold Coast à Gold Coast (Australie)[14]
  - 2e du Oakley Pro Bali à Bali (Indonésie)[15]
  - 3e du Hurley Pro Trestles à San Clemente (États-Unis)[16]
  - 1er du Reef Hawaiian Pro à Haleiwa sur le North Shore d'Oahu (Hawaï)[17]
- 2014 :
  - 1er du Drug Aware Margaret River Pro à Margaret River (Australie)[18]
  - 1er du Billabong Rio Pro à Rio de Janeiro (Brésil)[19]
  - 3e du Fiji Pro à Tavarua (Fidji)[20]
  - 1er de la Vans World Cup à Sunset Beach sur le North Shore d'Oahu (Hawaï)[21]
- 2016 :
  - 1er du Billabong Pipe Masters à Banzai Pipeline sur le North Shore d'Oahu (Hawaï)
- 2017 :
  - 3e du Outerknow Fiji Pro à Tavarua (Fidji)
  - 4e du Hawaiian Pro à Haleiwa sur le North Shore d'Oahu (Hawaï)
- 2018 :
  - 2e du Corona Bali Protected à Bali (Indonésie)

### Classements
| Année             | 2007 | 2008 | 2009 | 2010 | 2011 | 2012 | 2013 | 2014 | 2015 | 2016 | 2017 | 2018 | 2019 | 2020 |
| ----------------- | ---- | ---- | ---- | ---- | ---- | ---- | ---- | ---- | ---- | ---- | ---- | ---- | ---- | ---- |
| Championship Tour |      |      | 21e  | 11e  | 6e   | 15e  | 12e  | 5e   | 21e  | 6e   | 19e  | 8e   | 8e   | 13e  |
| Qualifying Series | 40e  | 2e   |      |      | 10e  | 22e  | 4e   | 14e  | 79e  | 79e  | 46e  | 108e |      |      |